# Davide Rossi (attore)
Davide Rossi (Pagani, 24 aprile 1986) è un attore italiano, figlio del cantautore Vasco Rossi.

## Biografia
Nato dalla relazione con la fan Stefania Trucillo pochi mesi prima del fratellastro Lorenzo, si diploma all'istituto Kennedy, a Roma. Subito dopo si iscrive alla NUCT di Cinecittà, seguendo i corsi per due anni.
Dopo esser stato protagonista del cortometraggio Il sogno di Dean (2000), scritto e diretto da Abiel Mingarelli, nel 2003 debutta sul grande schermo con i film Il posto dell'anima, regia di Riccardo Milani, e Caterina va in città, regia di Paolo Virzì.
Successivamente gira Sopra e sotto il ponte (2006), opera prima di Alberto Bassetti, Scusa ma ti chiamo amore (2008), scritto e diretto da Federico Moccia, tratto dall'omonimo romanzo dello stesso Moccia, e Albakiara - Il film (2008), regia di Stefano Salvati, quest'ultimo ispirato dalla famosa canzone del padre, Albachiara.
Sul piccolo schermo ha lavorato nelle miniserie Lo zio d'America (2006) e Provaci ancora prof! (2007), entrambe dirette da Rossella Izzo e trasmesse da Rai 1.
Nel 2014 scrive per Valerio Scanu Parole di cristallo, nell'album Lasciami entrare.

## Filmografia

### Attore

#### Cinema
- Il posto dell'anima, regia di Riccardo Milani (2003)
- Caterina va in città, regia di Paolo Virzì (2003)
- Sopra e sotto il ponte, regia di Alberto Bassetti  (2006)
- Scusa ma ti chiamo amore, regia di Federico Moccia (2008)
- Albakiara - Il film, regia di Stefano Salvati (2008)
- Benvenuto Presidente!, regia di Riccardo Milani (2013)

### Televisione
- Lo zio d'America – serie TV, episodi 1x02-1x03-x1x04 (2006)
- Provaci ancora prof! – serie TV, episodio 2x05 (2007)
- R.I.S. Roma 3 - Delitti imperfetti – serie TV, episodio 3x05 (2012)[2]

#### Cortometraggi
- Il sogno di Dean, regia di Abiel Mingarelli (2000)
- Human Being, regia di Giulio Donato (2015)

## Programmi televisivi
- Quelli che il calcio (2008)
- Temptation Island VIP (2018) – tentatore

## Riconoscimenti
- Busto Arsizio Film Festival
  - 2006 – Premio ENEL per Sopra e sotto il ponte